# Heinrich II. (Ligny)
Heinrich II. von Luxemburg (franz.: Henri II de Luxembourg; † 1303) war ein Herr von Ligny aus dem Haus Luxemburg. Er war ein Sohn des Walram I. von Luxemburg-Ligny und der Johanna von Beauvoir.
Heinrich stand im Dienste König Philipps IV. des Schönen von Frankreich und fiel 1303 im Kampf gegen die Flamen. Sein Besitz ging an seinen Bruder Walram II. über.